# Caseolus leptostictus
Caseolus leptostictus é uma espécie de gastrópode  da família Hygromiidae.
É endémica da Madeira.